# Massachusetts College of Art and Design

Le Massachusetts College of Art and Design, ou MassArt, est un collège public d'arts visuels et appliqués situé à Boston, dans le Massachusetts. Fondée en 1873, c'est l'une des plus anciennes écoles d'art du pays. C'est la seule école d'art indépendante financée par un État aux États-Unis. 

## Historique
Dans les années 1860, des habitants influents du Massachusetts souhaitent développer la région pour en faire un pôle attractif. Pour cela, ils plaident auprès de l'état du Massachusetts, la création de deux écoles d'enseignement supérieur et un musée. En 1860, le Massachusetts Institute of Technology est créé. En 1868,  le Musée des Beaux-Arts ouvre à Boston. En 1873, la Massachusetts Normal Art School est fondée. Elle a pour objectifs de former des professeurs de dessin pour les écoles publiques, des artistes, des designers et des architectes. 
En 1873, l'État du Massachusetts loue des locaux pour l'école à plusieurs endroits, Pemberton Square à Boston, School Street et le manoir Deacon House sur Washington Street. En 1886, l'État construit le premier bâtiment de l'école au coin des rues Exeter et Newbury. En 1929, l'école déménage dans le nouveau campus construit sur les avenues Longwood et Brookline. En 1983, MassArt s'installe sur l'ancien campus du Boston State College, au coin des avenues Longwood et Huntington, après la fusion de cette dernière école avec l'Université du Massachusetts à Boston. Huntington Avenue est souvent désigné l'avenue des arts. On y trouve le MassArt, le Musée des Beaux-Arts, l'école du Musée des Beaux-Arts et le Symphony Hall.
En 2019, le College accueille 2000 étudiants.

### Chronologie
- 1869 : quatorze citoyens proposent d'ouvrir une école pour disposer d'un enseignement d'art pour les hommes, les femmes et les enfants[4]
- 1873 : L'État du Massachusetts alloue une subvention de 7 500$ pour créer la Massachusetts Normal Art School
- 1880 : L'école déménage dans le bâtiment Deacon House
- 1886 : Un nouveau bâtiment est construit au coin de Newbury and Exeter Streets
- 1912 : Des cours de psychologie, littérature et pédagogie ouvrent
- 1924 : L'école devient la première école à proposer un bachelor en éducation artistique
- 1929 : L'école est renommée Massachusetts School of Art
- 1930 : L'école déménage au coin de Brookline and Longwood Avenues
- 1959 : L'école est renommée Massachusetts College of Art
- 1972 : création du Master of Science en éducation artistique
- 1975 : création du Master of Fine Arts en 2D et 3D
- 1981 : création du Master of Fine Arts en design
- 1983 : L'école déménage au coin de Huntington et Longwood avenue
- 2007 : L'école prend le nom Massachusetts College of Art and Design
- 2016 : Extension du campus avec un nouveau bâtiment réalisé par Ennead au 621 Huntington Avenue[5]
- 2020 : Le MassArt Art Museum (MAAM) ouvre ses portes en février 2020[6]

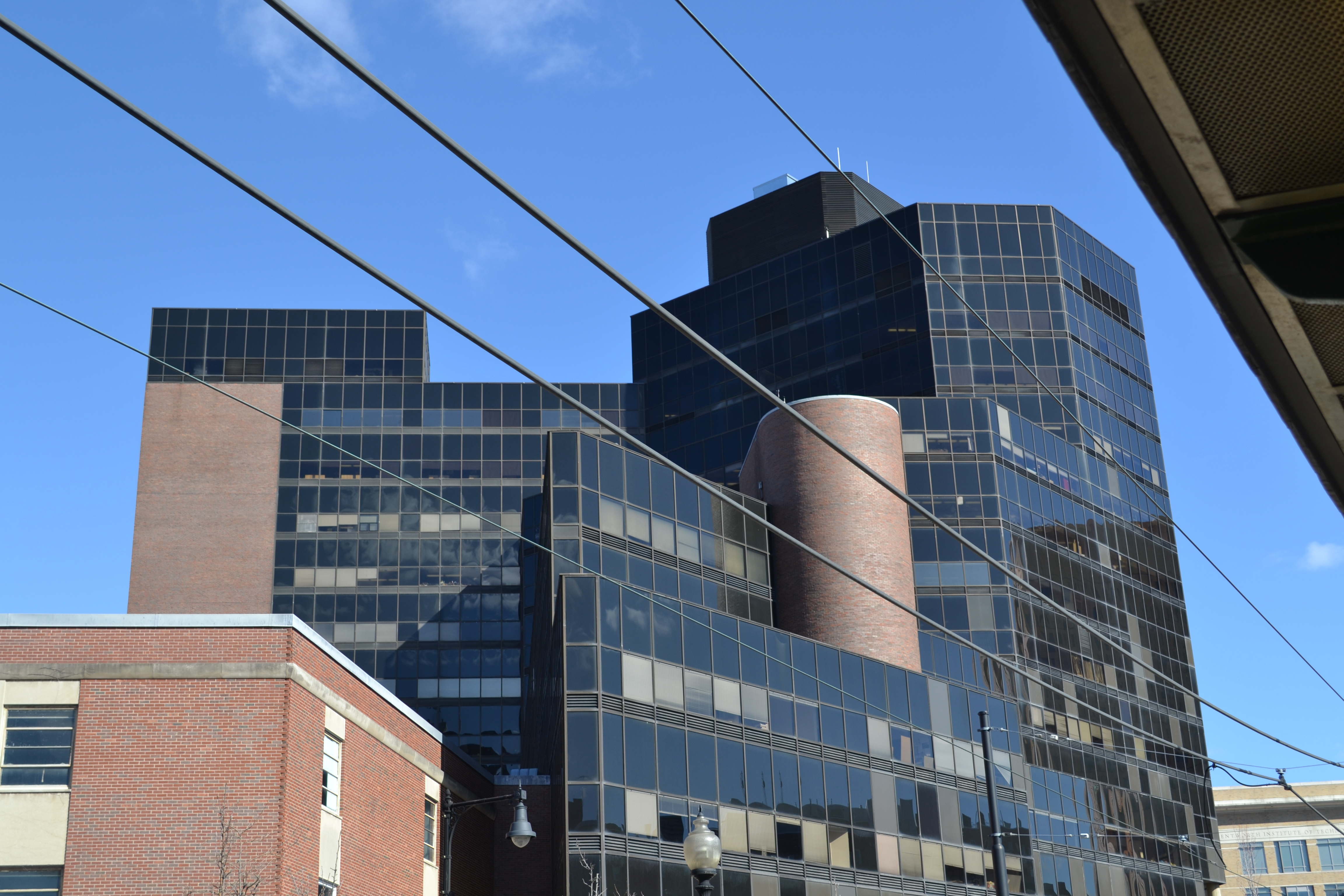
L'un des principaux bâtiment du MassArt est le Tower Building. Le bâtiment en briques rouges en bas à gauche est le Design and Media Center. C'est l'entrée publique du complexe principal du campus.

## Élèves notoires
- Corinne Béoust, vidéaste et sculptrice
- Jacqueline Casey, graphique designer au MIT
- Muriel Cooper, graphiste designer,fondatrice du MIT Media Lab
- Leela Corman, illustratrice
- Ben Edlund, créateur de The Tick
- Cécile Fontaine, réalisatrice de cinéma expérimental
- Genevieve Gaignard, artiste plasticienne
- Debra Granik, réalisatrice
- Nancy Haigh, cheffe décoratrice
- Hal Hartley, réalisateur
- Lois Mailou Jones, peintre
- Christian Marclay, artiste et compositeur
- Tony Millionaire, artiste
- Albert Henry Munsell, coloriste
- Jack Pierson, photographe
- Walter Piston, compositeur
- Erin M. Riley, artiste
- Anne Charlotte Robertson, figure du journal filmé
- N. C. Wyeth, artiste and illustrateur
- Katya Zamolodchikova, artiste

## Enseignants notoires
- Ericka Beckman, artiste visuelle
- Muriel Cooper, designeuse
- Cyrus Dallin, sculpteur
- Saul Levine, cinéaste
- Albert Henry Munsell, coloriste
- Nicholas Nixon, photographe